# خرابه‌های هلال رود
خرابه‌های هلال رود مربوط به دوران‌های تاریخی پس از اسلام است و در شهرستان آبیک، روستای زرچه بستان واقع شده و این اثر در تاریخ ۲۵ اسفند ۱۳۸۰ با شمارهٔ ثبت ۵۴۵۱ به‌عنوان یکی از آثار ملی ایران به ثبت رسیده است.